# Альтштадт, Одри
Одри Альтштадт-Мирхади (англ. Audrey L. Altstadt-Mirhadi) — американский историк, специалист советской истории, особенно по Азербайджану и Средней Азии. Профессор департамента истории в Университет Массачусетса Амхерст.

## Биография
Альтштадт является автором десятков статей по истории, политики и культуре Азербайджана. Её статьи публиковались в США, Канаде, Англии, Франции, Турции и Азербайджане. Она работала в азербайджанских архивах с 1980 года. Выступала в качестве консультанта правительства США, Департамента юстиции, Института мира США и Комиссии по безопасности и сотрудничеству в Европе . Альтштадт является получателем премий и стипендий от Совета по международным исследованиям и обменам, Института Джоржа Кеннана, Центра русских исследований Гарвардского университета (Harvard University Russian Research Center, HRRC), Фонда Эндрю Мэллона, Министерства образования Японии и др. Получила степень доктора философии в Чикагском университете. В 2000 году ей было присвоено звание почетного доктора университета Хазар (Азербайджан).
Альтштадт — автор монографии «The Azerbaijani Turks» (Stanford: Hoover Institution Press, 1992).

## Рецензии и критика
В 1999 году Альтштадт выпустила монографию «The Azerbaijani Turks: Power and Identity Under Russian Rule» (с англ. — «Азербайджанские тюрки: власть и идентичность при российском правлении»), охватывающую всю историю Азербайджана и сфокусированную на появлении азербайджанского национального самосознания в XIX и XX веках. Для написания книги Альтштадт использовала большое количество первичных и вторичных российских источников, что являлось беспрецедентным для западных исследователей.
Книга была положительно встречена специалистами по России и новому времени. В рецензии на последней странице книги специалист по России Уэйн Вучинич отмечает, что это исследование Альштадт представляет азербайджанскую точку зрения на двухвековые отношения между Россией и Азербайджаном, и оценивает книгу как «впечатляющий научный вклад». Ева-Мария Аух, специалист по истории XIX—XX веков, находит сильные стороны книги Альштадт в описании Азербайджана с середины XIX века. Кэрол Стивенс, специалист по истории России из Колгейтского университета оценивает книгу Альтштадт как «мастерскую работу» по анализу сложных взаимоотношений Азербайджана и его колонизаторов. Специализирующийся на современной ближневосточной истории Майкл Бишку характеризует работу Альтштадт как «незаменимую по тщательному историческому охвату Азербайджана».
В то же время книга Альтштадт была подвергнута критике специалистами по средневековью. Так, в рецензии на книгу, Беатрис Манц, специализирующаяся на изучении кочевников и династии Тимуридов, отмечает, что происхождение азербайджанских тюрок там описывается согласно взглядам советских азербайджанских историков, подчеркивающих древнее оседлое население Азербайджана и игнорирующее участие кочевников, поскольку такие воззрения считаются более легитимными при территориальных требованиях. Согласно Манц читатель не понимает, где описываются советские концепции истории, а где взгляды самой Альтштадт. Основные недостатки книги, по мнению Манц, заключаются в фокусе исключительно на азербайджанском тюркском сообществе. При описании любых событий автор представляет азербайджанцев как потерпевшую сторону, армян во всех случаях выступают как агрессоры, а сами азербайджанцы критикуются крайне неохотно. Манц полагает, что это одна из причин, по которой ранняя история Азербайджана описана столь некритически. Тем не менее Манц оценивает книгу как очень полезную, поскольку она впервые дала цельное описание истории Азербайджана за последние 150 лет. По мнению Беатрис Манц, занимающий значительную часть монографии Альтштадт период российского колониального господства и революции исследован ей наиболее полно.
Специализирующаяся на исламе Ширин Хантер считает проблемой, когда западные учёные, в том числе Альтштадт, принимают и легитимизируют точку зрения азербайджанских исследователей, включая ряд средневековых персидских поэтов в «азербайджанскую тюркскую литературу», в частности Низами Гянджеви (подробнее о проблеме Низами см. Кампания по приданию Низами статуса национального азербайджанского поэта).
Книга Альтштадт также критиковалась специалистом по древней и средневековой истории Армении, американским историком Джорджем Бурнутяном. В рецензии на книгу Бурнутян, рассматривая только часть, посвященную древней и средневековой истории, отмечает, что работа Альтштадт не только повторяет ложные утверждения азербайджанских историков, в частности Буниятова характеризуемого Альтштадт как «всемирно известный специалист», отрицающих историческое существование армян в Закавказье, но и добавляет свои собственные искажения. В качестве примера таких «заимствованных» концепций и искажений Бурнутян приводит в том числе:
- что с VI века н. э. под Азербайджаном понималась территория Республики Азербайджан и Иранского Азербайджана, тогда как территория Республики Азербайджан в то время была провинцией Арран.
- что взаимодействие тюрок и населения Закавказья началось в IV веке н. э., однако умалчивает, что это было эпизодическое нашествие гуннов, а настоящее взаимодействие началось с приходом в регион сельджуков в XI веке.
- Бурнутян приводит примеры ссылок Альтштадт не на исходные работы Птолемея, Страбона, Плиния и др., а на искаженные переводы, сделанные в Азербайджане[Комм 1], в результате чего она принимает азербайджанскую версию древних границ Кавказской Албании.
- приводятся примеры искажений сведений из работ самого Бурнутяна, Ж. Липаритяна и А. Тер-Минасяна[13].

Резюмируя, Бурнутян отмечает, что книга Альтштадт полна историческими и орфографическими ошибками, и первая часть книги является фактическим переводом предвзятых азербайджанских вторичных источников.
Отдельно Бурнутяном был рассмотрен пример искажений Альтштадт его собственных сведений по этническому составу Закавказью в первой половине XIX века. В критической рецензии он приводит ссылки из двух работ Альштадт на работы самого Бурнутяна, которые либо не содержат вообще таких сведений, либо преподносятся Альтштадт в искаженном виде, и расценивает такие действия как «кампанию по дезинформации».
Российский этнограф Анатолий Ямсков пишет, что книга «хорошо показывает, как в период Российской империи и в советские годы формировалась идентичность современных азербайджанцев», используя для этого теорию модернизации; он отмечает, что  «нельзя не признать, что работа Альтштадт довольно ангажирована. Она четко настроена проазербайджански, и все исторические перипетии трактует с позиции Азербайджана», но при этом «богата фактическими материалами и является необходимой для изучения, если читатель хочет понять, что собой представляют современный Азербайджан и азербайджанская нация». В другой своей статье Ямсков, говоря о вопросах политической и этнической истории территории, отмечает Одри Альштадт как проазербайджанского автора, явно сочувствующего азербайджанской стороне.

### Комментарии
1. ↑  О проблеме переводных первоисточников в Азербайджане см. Фальсификация истории в Азербайджане